# آنتل
آنتل (اسپانیایی: Antel‎) شرکت مخابرات اروگوئه‌ای است، که در سال ۱۹۷۴ تأسیس شد.
این شرکت در سال ۱۹۷۴ تأسیس شد و در ابتدا به ارائه خدمات تلفنی به مردم مشغول بود. در سال ۱۹۹۲ رئیس‌جمهور اروگوئه، لوئیس آلبرتو لاکال، اجازه خصوصی‌سازی شرکت‌های دولتی را داد که بر آنتل نیز تأثیر گذاشت، اما بلافاصله پس از رفراندوم، نتایج خصوصی‌سازی بازنگری و تقریباً تمام شرکت‌های دولتی بجز یک شرکت هواپیمایی مجدداً تحت کنترل دولت بازگشت. آنتل در حال حاضر انحصار تلفن ثابت اروگوئه را در اختیار دارد.
این شرکت خدمات مبتنی بر تلفن همراه، داده و اینترنت را ارائه می‌دهد.